# Kim Jae-yong
Kim Jae-yong (Hangul: 김재용) más conocido como Jaeyong (Hangul: 재용), es un cantante y actor surcoreano. Fue miembro del grupo "HALO".

## Carrera
Es miembro de la agencia "High Star Entertainment" en Corea del Sur.
En septiembre del 2013 fue bailarín para las promociones de "My Student Teacher" de NC.A.

### Música
El 28 de junio del 2014 realizó su debut con el grupo "HALO" junto a In Haeng (Lee In-haeng), Dino (Jo Sung-ho), OOON (Jung Young-hoon), Hee Cheon (Kim Hee-cheon) y Yoon Dong (Kim Yoon-dong). El 8 de mayo del 2019 la agencia Histar Entertainment anunció que el contrato con el grupo había finalizado. Dentro del grupo tuvo una de las posiciones de vocalista y bailarín.

### Televisión
En abril del 2018 se unió al elenco recurrente de la serie The Miracle We Met donde dio vida al ángel Mao.
El 27 de noviembre del 2019 se unió al elenco de la serie Love with Flaws donde interpretó a Joo Seo-joon, el hermano menor de Joo Won-jae (Min Woo-hyuk), Joo Seo-yeo, (Oh Yeon-seo) y Joo Won-suk (Cha In-ha), un joven con buen corazón y aprendiz idol que está a punto de debutar, hasta el final de la serie el 16 de enero del 2020.

## Filmografía

### Series de televisión
| Año     | Título                      | Personaje    | Notas        | Ref.  |
| ------- | --------------------------- | ------------ | ------------ | ----- |
| 2015    | Sassy Go Go                 | -            | Ep. 1        |       |
| 2018    | The Miracle We Met          | Ángel Mao    |              |       |
| 2019    | Because It’s My First Love  | Dae-geon     |              |       |
| 2019-20 | Love with Flaws             | Joo Seo-joon | 32 episodios |       |
| 2022    | Ghost Doctor                | Lee Seon-ho  |              |       |
| 2024    | Borrador de malos recuerdos | Yoon Tae-oh  |              | [ 4 ] |

### Películas
| Año  | Título          | Personaje | Notas                                                                                |
| ---- | --------------- | --------- | ------------------------------------------------------------------------------------ |
| 2013 | Fists of Legend | -         | junto a Yoo Joon-sang, Hwang Jung-min, Yoon Je-moon, Ji Woo, Jung Woong-in y Goo Won |

### Programas de variedades
| Año              | Programa          | Notas                                               |
| ---------------- | ----------------- | --------------------------------------------------- |
| 2014             | Idol School       | (ep. #1, 3-4) - invitado - junto a HALO             |
| 2016             | Pops in Seoul     | invitado - junto a HALO                             |
| 2016             | The Immigration   | invitado - junto a HALO                             |
| 2016             | Fact iN Star      | (ep. #38, 107-108) - invitado - junto a HALO        |
| 2017             | K-RUSH            | (ep. #19) - invitado - junto a HALO                 |
| 2014, 2016, 2017 | After School Club | (ep. #123, 195, 229, 273) - invitado - junto a HALO |

## Discografía

### HALO

#### Corea del Sur

##### Miniálbum
| Año                     | Título     | Canciones | Notas          |
| ----------------------- | ---------- | --- | -------------- |
| 6 de julio de 2017      | Here I Am  | 1. Here I Am (여기여기) 2. Flying 3. I'm Scared (겁이 나) 4. Travel Boy (여행소년 (旅行少年)) 5. Here I Am (여기여기)                                                 | (instrumental) |
| 2 de septiembre de 2016 | Happy Day  | 1. Popcorn (팝콘) 2. Mariya (마리야) 3. Shoot Away (싹 다 버려) 4. Yours (네 편) 5. Just For You (우리, 맑음)                                                         |                |
| 3 de diciembre de 2015  | Young Love | 1. Feel So Good (느낌이 좋아) 2. Unexpected Fortune (뜻밖에 행운이야) 3. I Wanna Hold Your Hand 4. Sleepless (잠이 안오네) 5. I Will Make You Happy (행복하게 해줄게) |                |

##### Singles
| Año                     | Título     | Canciones | Notas                        |
| ----------------------- | ---------- | --- | ---------------------------- |
| 1 de mayo de 2018       | O.M.G.     | 1. O.M.G. |                              |
| 28 de mayo de 2015      | Grow Up    | 1. While You're Sleeping (니가 잠든사이에) 2. Nothing On You (손가락걸고) 3. Dazzling (눈부셔) 4. While You're Sleeping (니가 잠든사이에) 5. While You're Sleeping (니가 잠든사이에) | (remix) (remix instrumental) |
| 20 de noviembre de 2014 | Hello HALO | 1. Hello HALO 2. Come On Now 3. California (캘리포니아) 4. 3 Minutes And Play! (3분만 놀자!)                                                                                         |                              |
| 24 de junio de 2014     | 38 Degrees | 1. Can You Hear Me? (들리니) 2. Fever (체온이 뜨거워) 3. Being Pretty Is A Crime (이쁜게 죄야) 4. Go Away                                                                            |                              |

##### Single especial
| Año                | Título   | Canciones                                                                                                |
| ------------------ | -------- | --- |
| 9 de enero de 2015 | Surprise | 1. Surprise 2. Hello HALO 3. Come On Now 4. California (캘리포니아) 5. 3 Minutes And Play! (3분만 놀자!) |

#### Japón

##### Álbum
| Año                     | Título                                                 | Canciones | Notas                       |
| ----------------------- | ------------------------------------------------------ | --- | --------------------------- |
| 6 de septiembre de 2017 | HALOの不思議なレストラン (HALO no Fushigina resutoran) | 1. Fever 2. Mariya 3. Come On Now 4. Good Feeling 5. フォーチュン・クッキー 6. ミルク 7. アイスクリーム シンドローム 8. 最愛 9. オニオンスープ 10. ひまわりの約束 11. 僕たち、晴れ 12. Jasmine 13. Heaven Heaven | (versión japonesa) (solo) - |

##### Single
| Año                  | Título                   | Canciones                                                         | Notas                               |
| -------------------- | ------------------------ | ----------------------------------------------------------------- | ----------------------------------- |
| 15 de marzo de 2017  | Jasmine                  | 1. Jasmine 2. Mariya 3. Jasmine 4. Mariya                         | - (versión japonesa) (instrumental) |
| 17 de agosto de 2016 | Heaven Heaven            | 1. Heaven Heaven 2. Good Feeling 3. Heaven Heaven 4. Good Feeling | - (versión japonesa) (instrumental) |
| 15 de julio de 2015  | Fever (versión japonesa) | 1. Fever 2. Come On Now                                           | (versión japonesa)                  |